# Leptopteris superba
Leptopteris superba är en safsaväxtart som först beskrevs av Col., och fick sitt nu gällande namn av Presl. Leptopteris superba ingår i släktet Leptopteris och familjen Osmundaceae. Inga underarter finns listade.